# Carmen García de Castro
Carmen García de Castro (Sorbas, Almería 1886- 1969) fue una maestra española famosa al ser desposeida de su cátedra durante la Dictadura de Primo de Rivera por comentar en una clase la obra clásica Gargantúa y Pantagruel de François Rabelais y que desarrolló gran actividad durante la Segunda República española.
Siendo joven se traslada, junto a su hermana Adelaida, a Málaga donde estudió Magisterio en la Escuela Normal femenina. Tuvo como profesora a Concha Suceso Luengo y a Aurora Larrea, dos maestras feministas, regeneracionistas e institucionalistas. Gracias a la influencia de ambas Carmen será feminista, pacifista y, cuando fue maestra, trasmitió estos principios a sus alumnos.
En 1910 se traslada a Madrid donde continuará sus estudios en la Escuela de Estudios Superiores de magisterio, que tenía ideas muy cercanas a la ILE.
Tras sus estudios, toma posesión de su plaza en la Escuela normal de Cádiz, para pasar más tarde a ejercer en Albacete. En Albacete se casa y se traslada a Andalucía.
En 1922 se reincorpora como profesora de Pedagogía en la Normal de Valencia, y es en este momento en el que inicia su vida pedagógica, vinculada a los principios de la Institución Libre de Enseñanza, lo que le valió una sanción por inmoralidad en el año 1929.
Siendo catedrática de la Escuela Normal de Valencia, en el año 1929 fue expedientada y apartada de su cátedra por la denuncia de un padre que vio comentarios sobre los aspectos pedagógicos de la obra de Rabelais Gargantúa y Pantagruel que se consideraron que eran “difundir entre sus alumnas doctrinas perniciosas”.
En 1930 Dámaso Berenguer la repone en la cátedra por lo que durante la Conjunción Republicano-Socialista pudo desarrollar una etapa profesional muy fecunda en la que participa en las colonias de la FUE y en la biblioteca de la Normal. Es en este período cuando tiene como alumnas a Guillermina Medrano. Además se afilió a la FETE.
Una vez finalizada la Guerra Civil, en 1939, es detenida y depurada, sancionándola con la separación definitiva del magisterio.

## Legado
Parte de sus ideas y de su compromiso con la innovación pedagógica, son recogidas en un documental de Pilar Pérez Solano, titulado “Las Maestras de la República”.